# Tecticeps alascensis
Tecticeps alascensis is een pissebed uit de familie Tecticipitidae. De wetenschappelijke naam van de soort is voor het eerst geldig gepubliceerd in 1897 door Harriet Richardson.